# Антонюк Порфир Фролович
Порфир Фролович Антонюк (псевдо: «Сосенко», «Кліщ»; нар. 19 вересня 1909, с. Бискупичі Руські (нині с. Нехвороща, Володимирський район, Волинська область) — пом. 7 березня 1944) — сотник, організатор та керівник баз УПА «Січ», командир Загону ім. Богуна із ВО «Турів» (11.1943-01.1944).

## Бойовий життєпис
Під командою «Сосенка» в Володимир-Волинському районі уже в березні 1943 було створено перше організоване формування — сотня «ім. Івана Мазепи». Навесні була створена бойова база «Січ», де розташовувався штаб, зброярня, шпиталь; вишколюють один курінь, Підстаршинська школа «ім. С. Петлюри». На терені загону, зокрема в Горохівщині, протягом весни й літа йшли жорстокі бої з нацистами.
Чисельність загону на 30 листопада 1943 становила 1.049 вояків. Але в грудні частину вояків відпустили в рідні села на період зміни лінії фронту.
До загону «Сосенка» входив єдиний в УПА польський підрозділ, який наприкінці січня 1944 року перейшов до польського 1-го батальйону 50-го (Ковельського) піхотного полку 27-ї Волинської піхотної дивізії АК під командуванням поручника Міхала Фіалки «Сокола» (пол. por. Michał Fijalka - «Sokół»), що дислокувався у селі Свинарин Турійського району. Особовий склад батальйону складався, головним чином, із польських поліцейських, які служили у німців, а після вказівки емігрантського уряду і, напевно за прикладом українських поліціянтів березня 1943-го, зі зброєю пішли в ліси.
У січні 1944 на терен несподівано прибула рейдом під командою генерал-майора Петра Вершигори дивізія Червоних партизанів «ім. Сидора Ковпака», яка знищила базу «Січ» та в раптових нападах розбила розчленовані відділи, які готувалися до переходу фронту.
«Сосенко» був арештований СБ ОУН 6 березня за переговори з німцями. 7 березня 1944 року, після суду, розстріляний.

## Доля родини
У селі Нехворощах про родину Антонюків залишилися тільки спогади.
На місцевому цвинтарі після 2000-го року похоронили дружину Порфира Фроловича Клавдію Фоківну. Їхня дочка Ірина виконала мамин заповіт, привезла 95-річну стареньку у Нехворощі в труні з Львівщини, де довгий час разом мешкали, і повернулась назад.
Порфирова мати Євдокія померла в 1930-х роках від хвороби. Згодом вистрілом у вікно вбили батька Фрола Григоровича.
Старший Порфирів брат Трохим протестував проти польських порядків, вішав на місцевій церкві Бориса і Гліба червоного прапора, пробував перебратися в Росію, але його затримали чекісти і повернули назад. При нагоді емігрував із дружиною у Парагвай, потім переїхав до Аргентини.
Василя, неодруженого, під час війни вбили у Луковичах червоні партизани. Костя вивозили в Німеччину на роботи. Після війни він одружився. Нині вже покійний. По-різному складалося життя і Порфирових трьох сестер Марії, Квилини і ще однієї, яка вийшла заміж у село Сільце. Вони також уже покійні.